# Oscar D'Agostino
Pour les articles homonymes, voir D'Agostino.
Oscar D’Agostino (né le 29 août 1901 à Avellino, en Campanie et mort à Rome le 16 mars 1975) est un chimiste et scientifique italien.

## Biographie
Oscar D'Agostino obtient le titre de docteur en chimie en 1926 à Rome et il commence à travailler dans une industrie des piles à sec, mais perd son emploi lors de la fermeture de l'usine.
Il retourne à l'université de Rome comme assistant bénévole et, en 1933, il fait connaissance avec le futur prix Nobel de physique, Enrico Fermi. Il reçoit une bourse d'études pour l'Institut du radium de Paris, dans la période où Irène Curie et Frédéric Joliot découvrent la radioactivité artificielle. 
En 1934, retourné en Italie, il reprend le travail avec Enrico Fermi et entre comme unique chimiste, dans le groupe des Garçons de la rue Panisperna,  (du nom de la rue où se situe leur laboratoire), équipe des jeunes  scientifiques  qui étudient la création d'isotopes radioactifs artificiels par bombardement de neutrons lents, début pour la réaction en chaîne contrôlée de fission. 
Après cette prestigieuse expérience, il travaille au Centre national de la recherche scientifique italien, où il fonde le département de Radiochimie, et à l’Istituto Superiore di Sanità.